# Al Waab (métro de Doha)
Al Waab (en arabe : الوعب) est une station sur la Ligne Or du Métro de Doha. Elle est ouverte en 2019.

## Histoire
La station est mise en service le 21 novembre 2019.